# The Cinema Murder
The Cinema Murder è un film muto del 1919 diretto da George D. Baker che aveva come interpreti Marion Davies, Peggy Parr, Eulalie Jensen, Nigel Barrie, W. Scott Moore, Anders Randolf, Reginald Barlow.
La sceneggiatura di Frances Marion si basa sul romanzo The Cinema Murder di E. Phillips Oppenheim, pubblicato a Boston nel 1917, originariamente uscito a puntate su Cosmopolitan Magazine.

## Trama
Elizabeth Dalston è una giovane aspirante attrice. Dopo aver provato una scena di omicidio per un film, la ragazza viene scelta dal regista, dietro suggerimento di un investitore di Wall Street, Sylvanus Power. Benché sia sposato, Power progetta di fare di Elizabeth la sua amante. All'ignara giovane, l'uomo di affari offre un soggiorno londinese per studiare recitazione.
Finiti gli studi, Elizabeth visita l'Inghilterra prima di ritornare in patria. Durante il viaggio, è testimone di un litigio tra due fratelli, Philip e Douglas Romilly, litigio che finisce con la supposta morte di Douglas.
Imbarcatasi per gli Stati Uniti, Elizabeth incontra sul transatlantico Philip che le confida che il motivo dei suoi dissapori con Douglas è stato il voler responsabilizzare il fratello a non lasciare l'amante incinta.
Elizabeth gli crede e, a New York, i due continuano a frequentarsi, innamorandosi l'uno dell'altra. La ragazza, inoltre, convince Power ha finanziare una commedia di Philip: alla prima, sia lei, nel ruolo della protagonista, sia lo spettacolo, hanno un grande successo. Quando Power scopre la che ragazza ha una relazione con Philip, contatta Scotland Yard per riuscire a togliere di mezzo il rivale. Ma Douglas riappare: è vivo. Così può chiarire la posizione del fratello. A Power non resta altro che ammettere la sua sconfitta.

## Produzione
La Cosmopolitan Productions era la compagnia fondata per Marion Davies dall'editore William Randolph Hearst. The Cinema Murder era il quarto film prodotto dalla casa di produzione, qui affiancata dall'International Film Service.

## Distribuzione
Il copyright, richiesto dalla International Film Service Co., Inc., fu registrato il 10 dicembre 1919 con il numero LP14527. Lo stesso giorno, il film - distribuito dalla Paramount Pictures (con il nome Famous Players-Lasky Corporation) - venne presentato in prima, uscendo poi nelle sale il 14 dicembre 1919.
Non si conoscono copie ancora esistenti della pellicola che viene considerata presumibilmente perduta.